# 海の闇、月の影
『海の闇、月の影』（うみのやみ つきのかげ）は篠原千絵の漫画作品、およびそれを原作としたOVA作品。
『週刊少女コミック』（小学館）で連載されていた。コミックスは全18巻（文庫版全11巻）、イメージアルバム、イラスト集も発売された。

## ストーリー
仲の良い双子の姉妹・小早川流風と流水は陸上部の先輩である当麻克之に同時に恋をしたが、克之が選んだのは流風だった。双子といえど、違う人間である二人はいつかは別々の道を歩まなくてはいけない。これが最初の一歩だと二人は感じた。
送別会としてハイキングに出かけた女子陸上部の面々は、雨宿りで入った古墳の中で壁が崩れた途端に異臭を感じて倒れる。皆が息絶えていく中で、双子だけが生き残った。
古墳の中には現在では考えられないような、感染したものに超能力を与えるウイルス（その後、K大医学研究所チームによって『LUNAウイルス』と名付けられる）が蔓延していた。他の部員はそのウイルスが原因で死亡したが、双子はウイルスに適応できたために生き残れたのだった。体質は全く同じとはいえ、感染時の双子の心境には天と地の差があり、失恋による激しい悲しみと流風への微かな嫉妬を感じていた流水は、ウイルスにより負の感情を増幅させられて残忍な性格になってしまい、超能力を使って克之を我が物とするため流風を殺害しようとするようになり、更に自身の血によって他人をウイルスに二次感染させることで他者を自由自在に操る力を身につけ、流風に罠を仕掛ける。流風はそれに対する免疫抗体を体内に持つようになったと判明し、流風は克之と共に流水と対抗する決意をする。
克之の父からの連絡によってイギリスより来日したジーン・アルバート・ジョンソンは、天才的な頭脳でウイルスを分析、自ら感染、改造し、新たな能力をつくって様々な人間を実験台にした。そして彼は一つの薬をつくる。それは流風の血を混ぜれば流水に操られている者を正気に戻せ、流水の血を混ぜれば既に流風の抗体を受けた者をも感染させられるというものだった。その薬の処方せんは5枚に分けられ、ジーンの創った新たな能力を持つ者たちに受け継がれた。
人々の正気を取り戻そうとする流風と克之、克之が服従せざるを得ない権力を手に入れようともくろむ流水は、争いながら、時には協力しながら、新たな能力者たちと出会い、それぞれの愛憎が絡んで行く。

## 登場人物

### 主な登場人物
小早川 流風（こばやかわ るか）
声：荘真由美
流水とは双子の姉妹で、双子の妹の方。双子の流水の他に流依子という姉と両親がいる。
陸上部に所属する高校生。心優しく少し内気な性格だが、流水と同じくらい、あるいはそれ以上の激情家な一面もある。
克之以外の人物は誰も判断出来ないほど顔も体型も流水とそっくりである。（ただし、読者側には流水より優しい目付きや表情で一目で判断出来るように描写されている。）服装は流水よりややガーリッシュで、流水とペアの服を用意された場合でもフレアスカートなどをはいてる場合が多い。
流水に対して「流水」、恋人の当麻克之に対しては「克之」、他の人物には、～さん付けの敬称で呼ぶ。二人称は基本的には誰に対しても「あなた」と呼ぶ。
高校入学当時から一つ年上の当麻克之に流水と共に想いを寄せており、第一話の冒頭で電撃告白される。その場では流水に気を使って返事は出来なかったが、流水に祝福され克之にOKの返事を出すように促される。その翌日、陸上部の女子部活員達でハイキングに出かけた際、流水と部活員と共に雨宿りした洞窟内の古墳で『LUNAウイルス』に感染し、女子部活員はウイルスにより全員死亡し、流水と流風のみ生き残る。ウイルス感染直後は、流水と違い自身の身体の異変に気づくことはなく暫くは能力に目覚めることは無かったが、序々に流水同様の宙に浮く能力・物体を通りぬける能力、そして流水の感染に対する抗体（唾液や血液がそれに当たる）を持っていることに気づいていく。能力は月の満ち欠けに比例し、満月の時は力が最強で、新月の時は地面から少し浮く能力はあるが物体をすり抜けることは出来ず、普通の人とあまり変わらない。抗体は月の満ち欠け関係なく唾液や血液から出る。
その後克之とは恋人同士となり、克之のことをずっと愛し続けるものの、彼女の行動を突き動かすのは最後まで「流水とウイルス感染以前の生活に戻りたい」という願いから来るものであり、一番作中で想っているのは流水のことの様にも見える。克之の心が流風から揺るがないことを悟った流水は、流風の殺害を決意。以降は両親や姉、学校の生徒や医者などを流水のウイルスに感染させて意のままに操り、あらゆる手を使って流風を殺害しようと襲うようになる。
物語中盤、天才科学者のジーンの手によって「流風の血を混ぜると流水によって感染された人達を元に戻す薬(ただし流水の血を混ぜると流風の抗体が入った人間でも感染させることが出来る薬)」が開発された。ジーンの死直前に、薬の作り方が書かれた処方箋は5枚に破られ、それぞれ伝書鳩で日本にいる能力者の元へばら撒かれた。治療薬を作りたい流風と、感染薬を作りたい流水はその処方箋を探しまわることになる。
処方箋を求め日本中を探し回った結果、流風が2枚、流水が2枚を手に入れていたが、最後の1枚は流風の目の前で流水が手に入れた。全て処方箋が流風と流水の前に出揃った後、流水が次の満月の日に生死と処方箋を賭けた最後の決着をつけることを流風に持ちかける。
流風はこの最後の決着で流水と共に相打ちになって一緒に死ぬことを望んでいた。満月の日に流水との最後の戦いが始まるが、双子で能力差は互角のはずにもかかわらず、流水の圧倒的なスピードとパワーにより劣勢に立たされる。その最中に月の皆既月食がおこり、能力が月の欠けによってほぼ消えかけた時に相打ちになったように見えたが、流水が決着の前にジーンの研究所にあったジーンの血液のアンプルを注射して元の力を増幅させていた分、能力が皆既月食の影響で流風より早く消えていた。結果、流風はかすり傷を負ったのみであったが流水は流風の手によって胸を貫かれ致命傷を負う。流水は負けを認め、自分が手に入れた3枚の処方箋を流風に渡し、流風の手によって死ぬことを望んだ。最後は流風が腕の中に流水を抱き、流水のこめかみを銃で撃ち抜き死亡させた。
全てが終わった後、警察によってウイルス感染の危険性から流水に関する全ての物の焼却処分することを告げられる。流水の形見すら残らない悲しみに涙するが、克之に「その顔も身体も全て流水と二つに分けた物。君自身が流水の形見だ」と告げられ、涙を流しながら流水の形見である自分自身を抱きしめ、生きる気力を取り戻す所で本作は終了する。
本作終了後からしばらく経った少女コミックの全員プレゼントのテレフォンカードでは、結婚式の衣装に身を包んだ流風と克之が流水の遺影を抱いている様子の絵柄が描かれた。
尚、流水やジーン等の能力者達の殺害による犠牲者が異常に多い本作に置いて、流風の殺害人数は4人であり本作の犠牲者を考えると少ない方である。ただし、ジーン、クリス、イアン、流水という物語上の最重要人物を殺している。
小早川 流水（こばやかわ るみ）
声：佐久間レイ
流風とは双子の姉妹。双子の姉の方。同じく陸上部に所属する。
LUNAウイルス感染前は、流風より姉御肌のサバサバした性格で、妹の流風を思いやる心優しい性格であった。ウイルス感染前の流水は第一話以外は殆ど描かれていないが、克之曰く感染前は流風と見分けがつかないほど良い子であったとのことである。実際、ウイルス感染前の第一話では克之に告白された流風を自分の感情を押し殺して明るく祝福していた。
流風に対して「流風」、克之に対してはウイルス感染以降は「克之さん」、他の人物には基本的に名前か名字を呼び捨てる。二人称の場合は克之のみ「あなた」、流風含め他の人物には基本的に「あんた」。
克之以外の人物は誰も判断出来ないほど流風とは顔も体型もそっくりである（ただし流風よりつり目がちの強気な表情をしており、読者側には一目で判断出来るように描写されている。）好む服装は流水よりややアクティブな服装が多く、流水とペアの服を用意された場合でもパンツスタイルやタイトなミニスカートなどをはいてる場合が多い。尚、料理の腕前は流水の方が上手であるとのこと。
流風と共に高校入学当時から克之に想いを寄せているが、第一話の冒頭で流風が克之に告白された為、結果的に振られる形となってしまう。
克之から流風への告白があった翌日、陸上部の女子部活員達でハイキングに出掛けた際、雨宿りした古墳内でウイルス感染する。ウイルスによって感情が豹変してしまい、悪魔のような心と物体をすり抜け宙に浮く超能力を持ち、唾液や血液で人を感染させ意のままに操る能力を持つ。この能力を使って駒のように他人を感染させ、物体をすり抜ける能力で人間の身体を突き刺して次々と殺人を犯すようになる。自分の意思で感情をどうにか抑えてコントロールしようとしても、ウイルスによって意思とは関係なく負の感情が増幅されてしまうので、自分の意思では負の感情は止めることが出来ない。
今まであまり大差もなく似た生活を送って来た流水と流風が、同じウイルスに感染したのにもかかわらず人格が正反対にされてしまった原因は、克之の流風への告白であると考えられる。ウイルスに感染した日は克之の流風への告白があった翌日であり、克之に告白され幸せの絶頂の感情であった流風と、それと同時に結果的に克之に振られることになってしまったことで悲しみの絶頂の感情であった流水では同じ結果にならなかった。
超能力に目覚めた直後は、ウイルスによって増幅される負の感情への憂さ晴らしの為に能力を使っており、流風には克之と付き合わないように超能力で脅して当初は流風の殺害まではしようと思ってなかったが、克之の流風への想いの揺るがなさを知った時についに流風殺害を決意し、克之を手に入れるためなら手段を選ばず、両親と姉、クラスメイト等の他人を次々と感染させ自分の手下にして操り、流風の命を狙うようになる。
超能力に目覚めたのは流水が先であったが、その後しばらくして流風も同じ超能力に目覚める。だが、上述のように唾液や血液を媒介に他人にウイルスを感染させ、相手を意のままに操ることが出来るという、流風とは異なる能力を持っている。宙に浮く超能力と物体をすり抜ける超能力は月の満ち欠けに比例しており、満月の時は最大の超能力を発揮し新月の時は流風同様超能力はほとんど影を潜める。ただし流水から他人へのウイルス感染は月の満ち欠けに関係なく感染させることが出来る。この感染能力を使って克之を感染させ手に入れようとするが、彼には既に流風とキスした時に唾液による流風の抗体が入っていたため、それが叶わなくなる。しかし後に天才科学者のジーンが「流風の抗体が入った人物でも流水の血を混ぜて注射するとその人物を感染させられる薬(逆に流風の血を混ぜると流水のウイルスに感染した人物を元に戻せる薬)を開発する。それを手に入れたい流水と流風は処方箋を求めて日本中を探し回ることになる。
超能力の強さや体力面では流風と互角だが、流風よりも勘が鋭く頭の回転も非常に早い。流水は基本的に単独行動であるのにもかかわらず、克之と共に協力して行動する流風より先に有利になる状況に気づいて先回りして行動している。また、超能力に目覚めた時期の早さ、自身の感染能力、ウイルスによる超能力が月の月齢に同調していること、ジーンに隔離されてる場所がウイルス感染の古墳である事も流水の方はすぐに気づいていた。更には、物体をすり抜ける超能力を応用して、自身の身体を武器や超能力者に攻撃されて身体を貫かれたとしても、超能力のタイミングを合わせれば攻撃をすり抜けることが出来るという新しい超能力を流風はおろか天才科学者のジーンよりも先に気づいて習得している。イアンとクリス殺害の為に流風と一時的に手を組んだ時も、靴下の中に鉄砲の弾丸の薬莢をほぐしてインスタント爆弾を作りイアン達をおびき寄せる等、知略と閃きにも長けている。
一時は目的のためにジーンと手を組み、手始めに住民を感染させ一つの街を丸ごと乗っ取り（どんな手を使ったのかは不明）遂にはダムに自分の血液を流し込み一つの県を丸ごと感染させ乗っ取るというような所業に出る、自分の目的を果たす為に手を組んだジーンと一夜を共にしたり、酒に睡眠薬を混ぜて流風と見分けがつかない克之と一夜を共にする等、基本的に自身の目的を果たす為には手段を選ばない。しかし感染前の優しい性格も残っており、原作中盤で睡眠薬なしには眠る事ができないほど精神を消耗している事が発覚する。また本作は流水の殺人場面が非常に多いが、殺人する度に一番傷ついているのは自分だと後述の水凪薫に本音を告白しており、原作終盤では自分を元の自分に戻してもらえるなら能力などいらないから誰か助けてほしいと、序盤、中盤では考えられないような切実な本心を見せている。同時期に研究者達によって流風と流水の中のウイルスを死滅させる治療薬が作られ流水の合意の元投与されたが、投与しても二人のウイルスが死滅することはなかった。自分が元に戻る最後の手段も儚く打ち破られてしまった直後に全ての処方箋が出揃い、流風に「最後の決着をつけよう」と涙を流しながら告げて、流風とその場で別れしばらく行方不明になる。
物語終盤、流水は警察から大量殺人による危険人物とマークされており、射殺許可まで出ていた。警察の力では超能力者である流水を止められるはずもなかったが、自分が元の自分に戻る手段も絶たれ、世界中の人を感染させ操ることでしか流水が生きる術がなくなっていた。ウイルス感染後も感情が影響されることなく優しさ、素直さ、愛情、自分がどれだけ欲しても叶わなかった克之と、全ての美徳を手に入れた流風に対し、せめて自分は世界ぐらいは手に入れようと、満月の日に流風と生死をかけた決着をつける為にウイルス感染した古墳のある海で流風と最後の戦いになる。双子で能力に差が無いはずにもかかわらず流水が流風を圧倒する展開で戦いが進むが、その最中に月の皆既月食がおこる。能力が月の欠けによってほぼ消えかけた時に相打ちになったように見えたが、流水が決着の前にジーンの研究所にあったジーンの血液のアンプルを注射して元の力を増幅させていた分、能力が皆既月食の影響で流風より消えるのが早く、流風の手によって胸を貫かれ流水は致命傷の傷を負う。流水は負けを認め、自分が持つ処方箋3枚を渡し流風の手による死を望んだ。流風が流水を抱き寄せ、銃口を流水のこめかみに構えた時「あんたと双子で結構楽しめたよ」と、涙を流しながら最期の言葉を告げた。流風がその言葉に同調した後に彼女の手によって銃殺され、流風の腕の中で死亡した。
当麻 克之（とうま かつゆき）
声：関俊彦
双子より一つ年上の先輩。映像化も多数の大河小説家の父と、専業主婦の母、中学生の弟を持つ。
県下随一のスプリンターでインターハイ優勝候補。美男子でモテる。大勢の女性の中から流風を選んだ理由は語られないまま。
作中、彼だけが流風と流水の見分けが外見だけで出来る。流水曰く、まず流風を見分け、残った方が流水であるとのこと（ただし読者側にはちゃんと流水と流風の顔の描き分けがされているので、一目でどちらか分かるようになっている）。
双子たちの能力バトルに巻き込まれながらも、流風を愛し続ける。流風とのキスで偶然に抗体を持ったが、超能力は一切持っていない。しかし、能力者たちと対等に戦うために何時の間にか無免許運転も銃の使用もお手のものとなった。
物語中盤で流水が入れた睡眠薬入りの酒を飲んでしまい、昏睡状態の中で双子の顔を正確に判断出来ず流風と勘違いした流水を抱き、男女の一線を超えた。昏睡状態の中での勘違いであるものの、後ろめたさから流風に流水を抱いたことを作中終盤まで隠しつづけていた。流風とは恋人同士であるものの、作中では男女の一線を超えることはなかった(そこまで行くことは何度かあった)。
最後まで生き残り、流風と流水の生死を賭けた決着の戦いでは流風から手助けを止められ、流風が生きて自分の元へ戻ってくるよう願いながら決着を見届ける。全てが終わった後、流水の遺体のみならず彼女の持ち物全てを焼却すると警察に告げられ、「私に流水の形見を一つぐらい残してくれても良いじゃない」と警察に向かって泣き叫ぶ流風に、「流水と全て半分ずつ分けた身体の君自身が流水の形見だ」と告げる。
ある意味、彼がすべての事件の元凶でもある。作者曰く、克之が流水を好きになったとしても双子の名前が逆になるだけで、ストーリーは変わらないとのこと。
ジーン・アルバート・ジョンソン
克之の父から流水と流風の出来事に関する手紙の相談を受け、日本にやってきた金髪碧目の美しい外国人男性。
洞窟内の古墳で流水、流風と同じウイルスに意図的に感染し、流水と流風を超える強大な能力を手に入れた。
ジーン・アルバート・ジョンソンという名前は本名を英語読みにした物であり、本名はジーン・ヨハンセン。生まれはフィンランドの東の外れのカレリアと呼ばれる場所。カレリアは一卵性双生児の出生率が80%を超える地域で、ジーンは1度は双子になりかけた受精卵が再結合した結果生まれた子供で、そのためかIQ270の超人的な頭脳を持ち、超能力も二人分の力がある。流水と流風と同様の能力を持つが、能力が月齢に影響される事もない。自身には感染作用も抗体もないが、流水が感染させた者を操る力は当の流水以上。しかし、一つの体に二人分の能力が宿るためか、長時間能力を使いつづけていると肉体に負担がかかり、一時的に瞳が白濁し、休憩を取らないと物が見えなくなる。
流水・流風の見分けは行動、仕草で出来ている。ただ二人の行動がいつもと違えば見間違えることもあるようで、克之のように外見で一瞬で見分けは出来ないようである。
かつてソ連領となったカレリアから家族で亡命しようとしたが、その際に両親と双子の妹達（アイノとエーダ）は政府によって射殺され、ただ一人生き残った。二度と帰れない美しい故郷を流水と流風に見せたいと願い、流水のウイルスを世界中にばら撒き感染させ、自分に逆らえない権力を握ろうと世界征服を目指す。
流水と流風共に愛しており、世界征服という目的が一致していた流水と一時的に手を組み肉体関係をも持った。一方で流風も同様に愛していて、二人共女性として手に入れたいと願う。ジーン曰く、自身が元々双子が一人になって生まれた為二人分の人格を持っており、自分の善の部分が流風に惹かれ、悪の部分が流水に惹かれるとのことである。また、流水と流風が愛する男性であり、世界征服の野望にも邪魔な存在である克之の命を狙う。
叔父（父の弟）と伯母（母の姉）の息子で従弟にあたる双子の兄弟・イアンとクリスとは髪の色こそ違うが三つ子のようにそっくりな顔をしている。
物語中盤で「流風の血を混ぜると流水に感染した人間を元通りに戻せ、流水の血を混ぜれば流風の抗体が入った人物でも感染させることが出来る薬」という、流風が持つか流水が持つかで世界中の人間の運命が180度変わる薬を開発する。
薬の処方箋さえ手に入れば流水と流風にとってはジーンは邪魔な存在でしかなく、敵対しているものの目的が一致していた流水と流風はジーンを殺害する為に初めてその期間だけ協力関係を結ぶことになる。ジーンが持つ豪華な客船で対決が繰り広げられるが、最期は超能力を使いすぎて視力と身体を休ませてる時に、ジーンに流水を殺されたと勘違いし激情した流風を弱くなってる視力で一瞬妹のアイノと見間違え、その隙に流風の攻撃を受けて胸を貫かれて致命傷を負う。死を悟り客船に時限爆弾を設置、爆発させ乗っていた人間全てを巻き添えにし海中に没した。死の直前に薬の処方箋を五つに破いて、伝書鳩で日本各地にいる能力者の元へ散らばせた。
中盤で死亡したものの、作った薬の処方箋の存在、能力者達とイアンとクリスの存在、流水のジーンの血液を使用したドーピングなど、死亡後も存在感が強い人物であり、最終話まで物語中の重要人物として間接的に関わりつづけた。

### 処方箋に関わる者たち
ジーンが死亡する間際、開発した薬の処方箋を5枚に破き、それぞれ5羽の伝書鳩によってジーンが行き先を指定していた5人の人物の元へ届けられた。
裏ではジーンは生前、流水と流風のLUNAウイルスを変化させ新しい超能力を作る研究をしていた。処方箋が届けられた先の人物には実験的にこの変化させたウイルスを投与されている。処方箋を持つ人物達は、流水・流風と同じく、宙に浮く・物体をすり抜けるなどの能力を持ち、更にはジーンがウイルスを変化させ作り出した4つの独自の能力をそれぞれの人物が1つずつ持っている。ただしジーンと同じように感染作用・抗体は持たず、能力が月齢に影響される事もない。
真琴（まこと）
一人目の能力者で可愛らしい幼稚園児の女の子。
ウサギの人形にコットンテールと名づけ、いつも持ち歩いている。両親はペンション「スオミ」を経営しており、ペンションを始めてから両親があまり構ってくれないのを不満に思っている。
ジーンにより創られた新しい能力を知らずに投与され与えられた人物の一人で、物体をすりぬける応用で人物や物を物体にめり込ませる能力を持つ。また埋め込まれた物を引きぬく事もできる。
幼さ故に人を殺す罪悪感を持たず、能力を使って最初に自分の父親を殺害する。気に入らない事があるたびにペンションに泊まりにきていた人間全員を能力で殺害し、遂には一番慕っていた母親すら殺してしまう。流風も殺されそうになるが説得の末、後に流風、克之と和解。流風に処方箋を渡す約束をしたが、直後に流風になりすまして現れた流水に連れ出され、処方箋を入手後すぐに池で溺死させられてしまう。
処方箋はコットンテールの中に入れており、真琴が持つ処方箋は流水が手に入れた。
水凪 薫（みずなぎ かおる）
二人目の能力者で大学生の青年。
真琴と同じく自分を浮遊する応用で、人物など様々な物を浮遊させ高速で移動させることも出来る能力を持つ。バイク事故の際に入院した病院で、知らぬ間にジーンに能力を植えつけられ実験台にされた。その事を自覚しないままサイコキネシスに目覚め、まだ制御不能なその力で昏睡状態のまま家族と婚約者を殺してしまう。自分に能力を与えたジーンを恨み、能力の母体である流水と流風を逆恨みしており、双子やその周りの人々を能力を使って次々と殺害していく。
身につけているピアスは婚約者へ贈るはずだった婚約指輪につけるために買ったルビーを加工したもので、しばしばこのピアスを武器にしており、念動力でピアスを拳銃の弾丸のように動かし、人を貫いて殺害する。
後に愛する人への行き場のない思いを抱えるという共通点により流水に惹かれるようになり、一緒に暮らしてみないかと流水（と見間違えた流風）に打ち明ける。裏でその告白を聞いていた流水も、行き場のない思いを受け止めてもらえるだろうかと、一瞬薫と一緒に暮らそうかと思ったようであり、克之一筋でジーンへは全く動かなかった流水の気持ちを一瞬でも動かした。しかし、流水と流風を外見で見破れなかったことで、結局は流水の克之への気持ちを変えることは出来なかった。
処方箋の入った封筒を克之に渡そうとするが（実際は処方箋ではなく処方箋のヒントのおみくじ）、流水に封筒を奪われ、下水道に逃げる彼女を追いかけるが、彼女の策略に嵌められて地下鉄の隧道に出てしまい、走ってきた電車に撥ねられて命を落とした。
処方箋は神社にいた伝書鳩の脚の筒に入っており、薫の持つ処方箋は最終的に流風が手に入れた。
椎名 今日子（しいな きょうこ）
三人目の能力者で、克之の高校の先輩に当たる。現在は医学生。
眼球や手など自らの体の一部を切り離し瞬間移動・浮遊させ、遠方への人間にでも攻撃できる能力を持つ。流水流風と対等に渡り合うために自ら望んでジーンから能力を得た。克之とかつて交際していて、卒業によって関係が自然消滅してからも克之を想い続けており、その克之が流風、流水のいざこざに巻き込まれた事を知り、嫉妬もあって双子を憎むようになり、殺害しようとする。
最後は過去に克之と交際していたことで恨まれた流水に返り討ちに合い、眼球が潰される寸前で助かるも、大雨で増水した川に転落した流風を助けようとする克之の背後に切れた電線が倒れてくるのを庇って感電し、流風に「克之はあなたの為に命を落とす」と言い残して息を引き取る。その際、克之の写真を入れたロケットのペンダントを流風に託す。
ロケットペンダントには克之の写真が入っていたが、その写真の裏に処方箋を隠していた。今日子が持つ処方箋は流風が手に入れた。
森尾 真由夏（もりお まゆか）
足の不自由な旧家のお嬢様で、常に車椅子に乗っている。少しばかりわがままなところがある。自分の足がコンプレックスであり「シンは私の足を笑わないもの」と言って、家で愛犬のシンの相手ばかりしている。処方箋をシンの首輪に入れ、犬が苦手な流水と流風にどっちが手に入れるかというゲーム感覚の遊びの延長のようなことをしていた。流風と流水は当初彼女が四人目の能力の持ち主だと思っていた。そのため、避けると予見して半ば脅しで攻撃した流水の攻撃であっけなく胸を貫かれて殺害される。死の間際、飼い犬のシンに「双子を殺して!」と言い残し、息を引き取った。
シン
四人目の能力犬で真由夏の飼い犬。
凛々しく主人に忠実で人懐っこいが、犬嫌いの流水と流風には避けられている。
ジーンにより様々な動物を操る能力を与えられた。目の前で流水に真由夏を殺されて、流水と流風の双子を殺害しようとする。
真由夏によってシンの首輪の中に処方箋を隠されており、最終的に隙をついて流水がシンが持つ処方箋を手にいれた。流水の策略で、森尾家の惨事を全てシンの暴虐と偽り助けを呼ぶ流水の声を聞きつけた近所の住民によって、シンは銃で撃たれて重症を負ってしまい、飼い主が死んだ真由夏に代わって流風がシンを介抱する。最初は全く流風に心を許さなかったが、流風の介抱によってシンが徐々に食欲と体力を取り戻した所を見届けた後、シンに別れを告げる。流風はヒッチハイクでトラックの助手席に乗せてもらい5人目の能力者を探しに向かうが、その時シンもそのトラックの荷台に乗って流風を追って来ていた。以降、介抱してくれた流風にだけは心を許して流風の相棒のようになり、行動を共にする。
流風と流水のことは嗅覚などで見分け出来ており、真由夏を殺害した流水のことは変わらず憎んでいるが、五人目の能力者のイアンとクリス殺害の為に流風と流水が一時的に協力関係を結んだ時には、シンも流風の為に協力している。
五人目の能力者のイアンに銃で撃たれそうになった流風を助けようと銃を持ったイアンの腕に噛み付いたが、もう片方の腕に銃を回され首を何発も撃たれる。しかし撃たれても噛み付いた腕を離さなかった。その後流水と流風によってイアンは殺害されたが、シンは銃による致命傷を負っていた。流風に自分についてくるよう言われるが、致命傷を負ったシンは自分の最期を見せたくないためか流風の所へは戻らず、別れることを選んだ。その後、死の直前に歩けるようになった真由夏が迎えに来る幻想を見て路地裏でひっそりと息を引き取った。
イアン・ヨハンセン、クリスチャン・ヨハンセン
五人目（六人目）の最強の能力者であり、ジーンの従弟に当たる双子の外国人男性 。
今までの処方箋を持つ4人の能力を全て持ち合わせ、流水が感染させた人間を操る能力はジーン同様流水以上である。シンを操る事が出来たり（シンの能力同様）ビルを破壊させられる程である（水凪薫の能力同様）。
両親がジーンの両親とそれぞれ一卵性の双子であるため、髪型と髪の色以外はジーンとそっくりの容姿をしている。ジーンはイアン・クリスチャン（クリス）兄弟の自慢の従兄弟であり、とても仲が良かった。その為、ジーンを殺した流風と流水を憎んでいる。
物体を核にした真珠を人工的に作る研究をしており、動物や人間の死体から真珠にすることも成功している。流水と流風の姉である流依子は、流水と流風をおびき出す為にイアン・クリス兄弟によって殺害された。二人は流水と流風を殺して真珠に加工しジーンの死んだ海に沈めようと命を狙う。
イアンは物珍しさからか、流風を殺す前に抱くことに執着していた。流水・流風達とは違い、二人とも性格は似ている様だが、より細分化するとイアンは激情家でクリスは冷静なタイプの様である。顔もそっくりだが、流風を襲おうとしたイアンの額に克之がナイフで傷跡を残したため、それ以降は傷跡の有り無しで見分けがつくようになっている。
最強の能力を持つイアンとクリスにこのままでは太刀打ち出来ないと考えた流水と流風は、ジーンとの対決以来の協力関係を結ぶことを決意する。最初はイアンとクリスチャンを単独行動させるようにおびき出し、まずイアンの方を殺す計画をたてた。イアン一人をおびき出すことに成功したが、流風がイアンを銃で撃つ直前にクリスがイアンを庇い、クリスが死亡する。生き残ったイアンは激情し流水と流風の対決を受けて立つ。流風を銃で撃とうとした時不意打ちでシンに腕を噛まれもう片腕に回した銃でシンの首に銃を何度も撃ったが、その隙に前後に周りこんだ流風と流水に胸を貫かれた。死亡直前に服に入れていた二粒の真珠を取り出し、「アイノ、エーダ」とジーンの妹達の名前を呟き死亡した。
その二粒の真珠は流水と流風が拾い、一粒ずつお守りとして持つことになるが、後にこの流風が持つ真珠の中にヨハンセン家族達の写真が、流水が持つ真珠の中には最後の処方箋が入っており、イアン・クリス兄弟の持つ処方箋は流水が手に入れることとなった。

### その他の登場人物
当麻夫妻
克之の両親。父は大河作家で、母は専業主婦。立派な日本家屋に住んでいる。流風が流水に殺されそうになっている時に家に匿ってくれた優しい両親である。しかし『克之さんが大切な存在を失った時、どんな顔をするかしら』と興味で当麻家に忍び込んだ流水によって、本作の序盤ですぐに殺されてしまう。克之の父の手紙によりジーンは流水と流風の存在を知ることとなり日本にやってくるため、ある意味物語を大きくする引き金となった人物と言える。
当麻 隆（とうま たかし）
克之の弟で中学生。当麻家に忍びこんだ流水から殺されそうになるも、間一髪で助かり生き残る。両親が殺されてから流風のことを「人殺し」と怯えるが、克之の説得により、徐々に流風には心を許し克之と流風に協力するようになる。流風から抗体を貰うも、ジーンの作った薬を流水が自分の血を混ぜて彼で実験したため、中盤で流水の感染者となってしまう。感染してからは作中に登場しなかったが、作中で生き残った数少ない一人。（最終回後に処方箋で作った薬によって元に戻ったと思われる。）
野々村 士郎（ののむら しろう）
椎名今日子の母方の従兄。検察庁に勤める検事。物語終盤のイアン・クリスチャン編で登場し、処方箋を集めて感染した人々を元に戻そうとする克之に協力する。克之や流風をサポートした人物は作中でほぼ殺害されているが、彼は感染することもなく生き残った。
小早川夫妻
流水と流風の両親。序盤で早々流水に感染させられ、流水の命令によって流風の命を狙う。
登場人物がほぼ流水や能力者によって殺されていく中で、最終回まで生き残った。しかし感染が最終回まで元に戻ることはなかった（最終回後に処方箋で作った薬によって元に戻ったと思われる）。
小早川流依子（こばやかわ　るいこ）
流水、流風の4つ年上の美人な姉で、両親と共に流水に感染させられ、流風を襲う。
流水より操る能力が強いイアン・クリス兄弟に拉致され、悲壮な死を遂げる。ウイルス感染後の流水が初めて悲しみの感情を出し、涙を流した。彼女の死が流水と流風を一時団結させるきっかけとなる。
作中にはほとんど感染後の流依子しか出てこないが、感染前は優しい両親に変わって流水と流風を叱ることもある、はっきりものを言う明るい姉のようである。

## OVA版
1989年10月14日に発売された。全3巻。ジーン・A・ジョンソンが登場する前までのエピソードで構成されている。

### スタッフ
- 監督:出﨑哲
- 脚色:吉川惣司、水出弘一
- 絵コンテ:冨永恒雄、四分一節子
- 演出:山口頼房
- キャラクターデザイン:四分一節子
- 作画監督:小林ゆかり、杉野昭夫
- 美術監督:谷村心一
- 撮影監督:岡崎英夫
- 音響監督:藤山房伸
- 音楽:原田宗一郎
- プロデューサー:伊藤靖浩、浅野恵、沢登昌樹、蔭山康生
- 制作協力:マジックバス
- 制作:ビジュアル80
- 製作:バンダイ、鎌倉スーパーステーション、ムービック

### エピソードリスト
- 第一章・甦る呪い
- 第二章・悪夢の予感
- 第三章・運命の対決

## イメージアルバム
- 海の闇、月の影 memorial
- 海の闇、月の影 Last Message